# پنج، تاجیکستان
پنج جماعت و شهرکی در جنوب غربی کشور تاجیکستان است که در ناحیهٔ پنج ولایت ختلان قرار دارد. جمعیت این جماعت ۷۹۱۷ است.